# Powderfinger
Powderfinger là một ban nhạc rock của Úc được thành lập ở Brisbane vào năm 1989. Từ năm 1992 cho đến khi họ chia tay vào năm 2010, nhóm gồm: Ca sĩ Bernard Fanning, nhạc công guitar Darren Middleton và Ian Haug, nhạc công guitar bass John Collins và tay trống Jon Coghill. Album studio thứ ba của nhóm Internationalist, đạt vị trí đầu tiên trong bảng xếp hạng ARIA Albums Chart vào tháng 9 năm 1998. Họ tiếp tục với 4 album studio số một khác liên tiếp, Odyssey Number Five (tháng 9 năm 2000), Vulture Street (July 2003), Dream Days at the Hotel Existence (June 2007) và Golden Rule (tháng 11 năm 2009). Các đĩa đơn top 10 của họ là "My Happiness" (2000), "(Baby I've Got You) On My Mind" (2003) và "Lost and Running" (2007). Powderfinger đã có tổng cộng 18 giải ARIA Award và trở thành ban nhạc được trao giải thứ hai sau Silver chair. Mười album và DVD của Powderfinger đã được chứng nhận vị trí nhiều bạch kim, với Odyssey Number Five - album thành công nhất của họ - đạt được chứng nhận bạch kim tám lần với số lượng hơn 560.000 bản.
Sau khi phát hành đĩa DVD đầu tiên, These Days: Live in Concert (tháng 9 năm 2004), và một album biên soạn, Finger prints: The Best of Powderfinger, 1994-2000 (tháng 11 năm 2004), nhóm đã thông báo nghỉ hưu vào năm 2005. Tháng 6 năm 2007 Thông báo về chuyến lưu diễn trên toàn quốc kéo dài 2 tháng với Silver chair, Across the Great Divide Tour sau khi phát hành Dream Days tại Hotel Existence. Powderfinger đã tham gia vào các hoạt động từ thiện. Năm 2005, họ biểu diễn tại một buổi hòa nhạc Wave Aid ở Sydney nhằm giúp gây quỹ cho các khu vực bị ảnh hưởng bởi trận động đất năm 2004 ở Ấn Độ Dương. Một buổi trình diễn khác tại Nhà hát Opera Sydney vào tháng 10 năm 2007 đã gây quỹ cho các nạn nhân ung thư vú và gia đình họ. Mục đích của chuyến đi xuyên quốc gia của họ là thúc đẩy nỗ lực của Hòa giải Úc và nhận thức về khoảng cách trong tuổi thọ giữa trẻ em bản địa và không phải là thổ dân. Vào tháng 4 năm 2010, Powderfinger thông báo rằng họ sẽ tan rã sau chuyến đi của Sunsets Farewell Tour, tuyên bố đây sẽ là lần cuối cùng của họ vì họ đã thể hiện hết những gì muốn nói qua âm nhạc. Vào ngày 13 tháng 11 năm 2010, họ biểu diễn buổi hòa nhạc cuối cùng, biểu thị sự tan rã của họ. Vào tháng 11 năm sau, Dino Scatena, một nhà báo nhạc rock, và ban nhạc, xuất bản một cuốn tiểu sử, "Footprints: câu chuyện bên trong của ban nhạc yêu thích nhất của Úc".
Powderfinger được thành lập vào năm 1989  bởi Steven Bishop (cựu thành viên của The Eternal), John Collins (The Eternal) (The Eternal) nhạc công guitar bass và Ian Haug (The Vibrant, The Fossils) trên guitar và vocals. The Eternal, The Vibrant and The Fossils là những bộ trang phục khác của Brisbane. Tất cả ba thành viên của Powderfinger đều là sinh viên của trường Brisbane Grammar School - một trường tư thục ở Spring Hill - và họ bắt đầu như một ban nhạc cover các ca khúc rock của nhóm The Rolling Stones, The Doors, Led Zeppelin, Steppenwolf, Rodriguez và Neil Young.. Tên của ban nhạc là từ bài hát của cùng tên của Neil Young. cùng tên. Mặc dù nổi tiếng ở Brisbane, khi biểu diễn heavy metal ở Newcastle vào năm 1990, Powderfinger đã bị la ó và yêu cầu rời khỏi sân khấu.